# Dipoena submustelina
Dipoena submustelina är en spindelart som beskrevs av Zhu 1998. Dipoena submustelina ingår i släktet Dipoena och familjen klotspindlar. Inga underarter finns listade i Catalogue of Life.